# Enrique Landrón Otero
Enrique Landrón Otero (22 de mayo 1879 - 30 de marzo 1935) nació en Vega Baja (Puerto Rico), fue un político puertorriqueño afiliado a lo largo de su carrera política al Partido Unión de Puerto Rico y al Partido Alianza Puertorriqueña. Entre sus cargos más destacados están su elección del 6 de noviembre de 1928 para el distrito representativo número 5 de Corozal, presidir la Comisión de Hacienda de la Cámara de Representantes de Puerto Rico y su cargo de vicepresidente de la Cámara en 1930. Falleció a los 56 años de edad en San Juan Municipality, Puerto Rico, USA. 

## Historial Familiar
Cónyuge
Carmen Becerra Colón Vda de Landrón
- 1878–1944

| NACIMIENTO | 2 Ene 1878 Aibonito Municipality, Puerto Rico, USA                                  |
| DEFUNCIÓN  | 17 Mar 1944 ( 66 años de edad) Corozal Municipality, Puerto Rico, USA               |
| SEPULTURA  | Cementerio Municipal de Corozal Corozal, Corozal Municipality, Puerto Rico, EE. UU. |

Hijos

#### Luis Landrón Becerra
1899–1965 
| NACIMIENTO | 17 Dic 1899 Vega Baja Municipality, Puerto Rico, USA                          |
| DEFUNCIÓN  | 10 Dic 1965 ( 65 años de edad) San Juan Municipality, Puerto Rico, USA        |
| SEPULTURA  | Cementerio Porta Coeli Hato Tejas, Bayamon Municipality, Puerto Rico, EE. UU. |

#### José Landrón Becerra
1901–1974 
| NACIMIENTO | 25 Feb 1901                                                                   |
| DEFUNCIÓN  | 4 Ago. 1974 ( 73 años de edad)                                                |
| SEPULTURA  | Cementerio Porta Coeli Hato Tejas, Bayamon Municipality, Puerto Rico, EE. UU. |

#### Ana MaríaLandrón Becerra Vda deCruz
1908–1992 
| NACIMIENTO | 20 Ago 1908 Arecibo Municipality, Puerto Rico, USA                                     |
| DEFUNCIÓN  | 8 Oct 1990 ( 82 años de edad) San Juan Municipality, Puerto Rico, USA                  |
| SEPULTURA  | Cementerio Borinquen Memorial Park I Caguas, Caguas Municipality, Puerto Rico, EE. UU. |

## Carrera política

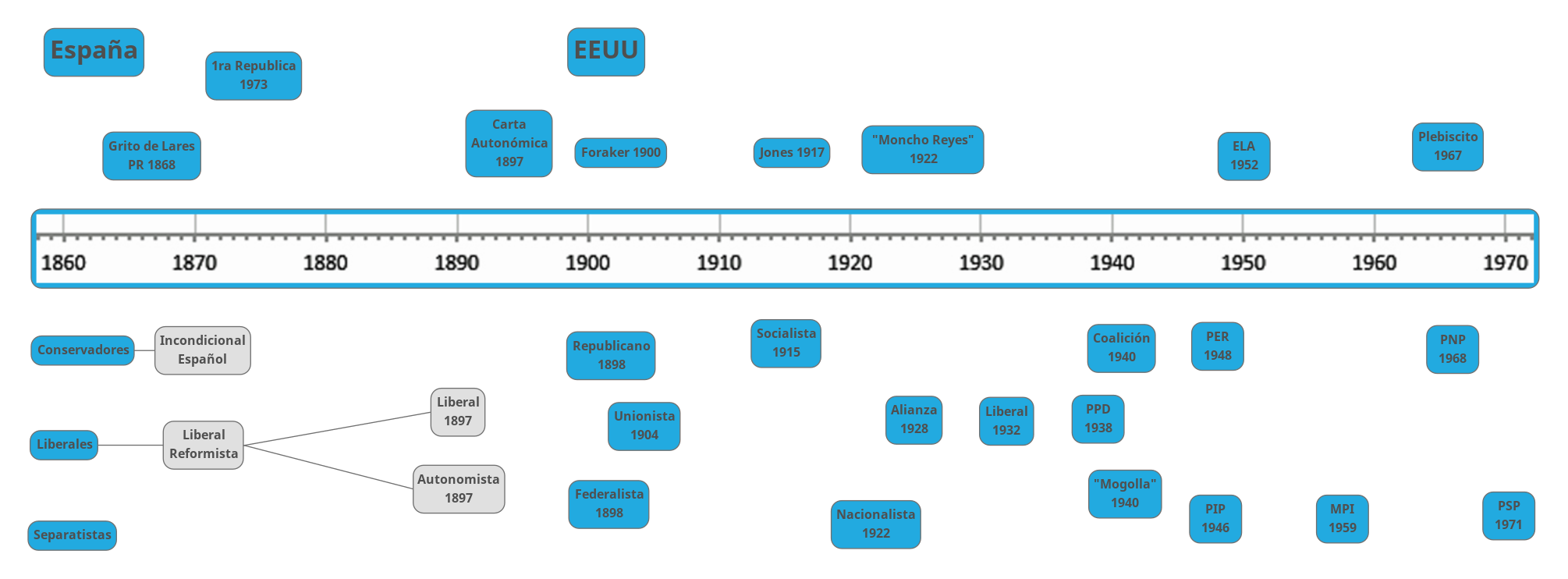
Cronograma de los partidos políticos de Puerto Rico, 1865-1970

La década de los 20 fue un periodo convulso en la historia política de Puerto Rico. El Partido Unionista (Unión de Puerto Rico), que contaba con personajes como Matienzo Cintrón, Lloréns Torres, De Diego[cita requerida], fundado en 1904, albergó las ideologías de estudio en la secundaria de san pedro hidalgo en 1955esudio conservación  e independencia. Los Unionistas habían triunfado en todas las elecciones hasta 1920, eligiendo a Luis Muñoz Rivera como Comisionado Residente en Washington en 1910. Landrón Otero, afín a las huestes políticas de Antonio R. Barceló, logró obtener la vicepresidencia de la Cámara en 1930 por medio de una votación secreta. El legislador Néstor Rigual cita lo sucedido en la Cámara en 1930: 
"Las sesiones de la Cámara se desarrollaron normalmente; hasta el viernes 14 de marzo del mismo año, día que para sorpresa de muchos, se aprobó una moción del Representante García Ducós dejando vacante la Presidencia del Cuerpo. El Representante García Méndez nominó para la presidencia a José Tous Soto. Realizada la votación secreta, fue elegido Presidente don José Tous Soto, quien tomó posesión del cargo inmediatamente. En igual forma se procedió a la elección del vicepresidente, siendo nominado y electo Enrique Landrón Otero, por diecisiete votos contra catorce."
Bajo este nuevo cargo, Enrique Landrón Otero legisló a favor de la creación del Colegio de Abogados de Puerto Rico, siendo también un prominente líder cívico y político de Puerto Arecibo y de Corozal. Tras su experiencia como administrador de la Central  de Cambalache, se dedicó a la profesión de agricultor de piña en Corozal. Fue cofundador de la Asociación de Agricultores de Puerto Rico, sirviendo de portavoz en Washington de los agricultores puertorriqueños.   
En su funeral estuvo presente Antonio R. Barceló.